# 22222 Hodios
22222 Hodios (3156 T-2) là một Trojan của Sao Mộc được phát hiện ngày 30 tháng 9 năm 1973.